# وزارة الحرس الوطني (السعودية)
وزارة الحرس الوطني هي وزارة سعودية على مستوى مجلس الوزراء السعودي وواحدة من القطاعات العسكرية الرئيسية لحكومة المملكة، وهي مسؤولة عن شؤون الأمن والدفاع الوطني.

## الإدارات والوحدات
تضم الوزارة عدداً من الإدارات والوحدات من أبرزها: الإدارة العامة لتقنية وأمن المعلومات، والإدارة العامة للأفواج، والإدارة العامة للعلاقات والمراسم، والإرشاد والتوجيه، والشؤون الصحية، وإدارة مكافحة المخدرات، وكلية الملك خالد العسكرية، وكلية الملك عبد الله بن عبد العزيز للقيادة والأركان، ووكالة الشؤون الفنية، والشرطة العسكرية، ووحدة الإمداد والتموين، والإطفاء، بالإضافة لألوية الأمن الخاص، والتدخل السريع، وألوية المشاة الآلية، وسلاح النقل، وسلاح الإشارة، والدفاع الجوي، والفرسان، والاستطلاع، والدوريات الأمنية، بالإضافة إلى مدارس الحرس الوطني العسكرية (مدرسة المشاة ومدرسة الأمن الداخلي والقوات الخاصة ومدرسة اللغة الإنجليزية وغيرها من المدارس العسكرية ذات الاختصاص)، وهناك مدارس منفصلة عن قيادة مدارس الحرس الوطني العسكرية وتتبع قيادة أسلحتها إدارياً وتعليميا وتدريبياً منها مدرسة سلاح الإشارة ومدرسة العلوم الصحية المساعدة (بالطب العسكري الميداني) ومركز تدريب وصيانة الدفاع الجوي ومعهد تدريب طيران الحرس الوطني وثلاثة مراكز لتدريب الأفراد المستجدين موزعة في ثلاث مناطق عسكرية (الرياض - الدمام - جدة).

## الجهاز العسكري
يتكون الجهاز العسكري لوزارة الحرس الوطني من عدد من الهيئات، هي: شؤون الأفراد، والاستخبارات، والعمليات، والإمداد والتموين، والتعليم والتدريب، والطيران.

## الشؤون الصحية
وزارة الحرس الوطني تمتلك عدد من المدن الطبية ومراكز الأبحاث التي تصنف كأحد أفضل المدن الطبية والمختبرات بالعالم. ومن أبرز المدن الطبية التي يمتلكها الحرس الوطني مدينة الملك عبد العزيز الطبية للحرس الوطني في الرياض، تم افتتاح المدينة الطبية في ذي القعدة 1421هـ الموافق فبراير عام 2001م، ومنذ إعلان الافتتاح تبوأت مدينة الملك عبدالعزيز الطبية مكانتها في تقديم الرعاية الصحية المتميزة، نتيجة لخدماتها المتميزة حيث يُعتبر «مركز رعاية الطوارئ» أفضل مركز رعاية للإصابات بالمملكة العربية السعودية، كما حصل قسم «رعاية مرضى الطوارئ» على المركز الرابع من بين المراكز التي تقع خارج الولايات المتحدة الأمريكية التي تقوم بتطبيق برنامج «إنقاذ الحياة وإسعاف الإصابات قبل دخولها للمستشفى». كما قامت المدينة بفصل 40 توأم ملتصق.
آخر عملية للمدينة الطبية كانت عملية فصل التوأم الملتصق الباكستاني في 2016. وللمدينة الطبية فرع آخر في جدة، تم افتتاحه في 1402هـ الموافق 1982م.
وافتتح الحرس الوطني مستشفى الملك عبد العزيز عام 1422هـ بالأحساء.
وفي عام 2002، تم افتتاح مستشفى الإمام عبد الرحمن آل فيصل بالدمام. وهو مستشفى تابع لمدينة الملك عبد العزيز الطبية، افتتحه الملك عبد الله بن عبد العزيز آل سعود. وحصل المستشفى على شهادة الاعتراف الدولية JCIA مما وضع المستشفى في مقدمة مستشفيات المنطقة الشرقية. وفي عام 2007، تم افتتاح مستشفى الأمير محمد بن عبد العزيز في المدينة المنورة. وهو خامس منظمات الشؤون الصحية بوزارة الحرس الوطني في المملكة العربية السعودية بعد الرياض، وجدة، والدمام، والأحساء. وفي عام 2015، افتتح الملك سلمان بن عبد العزيز آل سعود مستشفى الملك عبد الله التخصصي للأطفال في الرياض التابع للحرس الوطني، ليكون مركزًا عالميًا لأمراض الأطفال وخاصة الأطفال السياميين.

## الكلية العسكرية

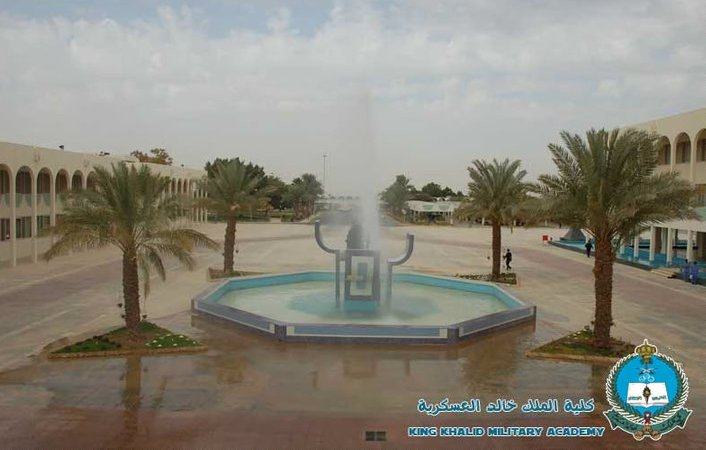
كلية الملك خالد العسكرية

كلية الملك خالد العسكرية هي كلية عسكرية سعودية افتتحت في ربيع الأول 1403 هـ بهدف تخريج ضباط يلتحقون بقوات الحرس الوطني السعودي.

### مهام وأهداف
كلية الملك خالد العسكرية مؤسسةُ تعليمية عسكرية أنشئت لتقديم العلوم العسكرية والأكاديمية للطلبة الملتحقين بها اللائقين للخدمة العسكرية من حملة الشهادة الثانوية كي يتم إعدادهم وتدريبهم وصقلهم بكل المعارف والمهارات العسكرية والأكاديمية اللازمة ليتم تأهيلهم كضباط في وحدات الحرس الوطني، كما أنيط بالكلية عقد دورات تأهيلية لحملة الشهادات الجامعية حسب التخصصات العلمية والإنسانية التي تحتاجها قطاعات الحرس الوطني. وتسعى الكلية من خلال إمكاناتها البشرية والمادية إلى تحقيق الأهداف التالية:
1.تخريج الضباط المؤهلين تأهيلاً عسكرياً وأكاديمياً لينضموا إلى قوات الحرس الوطني.
2.عقد دورات لتأهيل الضباط الجامعيين.
3.إعداد الضباط إعدادً علمياً وثقافياً يتناسب مع إعدادهم العسكري.
4.خدمة البحث العلمي في المجال العسكري.
5.المساهمة في خدمة المجتمع عن طريق المشاركة في دراسة قضاياه ومشكلاته والإسهام في حلها.

### نظام الدراسة
مدة الدراسة بالكلية ثلاث سنوات موزعه على ستة فصول دراسية يستغرق كل فصل منها من 15الى 16 أسبوعاً ويبلغ عدد الساعات الدراسية (132) ساعة معتمدة بحيث تتيح للمتخرج استكمال دراسته الجامعية بعد حصوله على درجة البكالوريوس في العلوم العسكرية، ويعين المتخرج من الكلية على رتبة ملازم. أما مدة الدراسة للضباط الجامعيين فهي سنه دراسية واحدة ذات منهج عسكري مكثف تشتمل على (23) مادة عسكرية يمنح المتخرج بعدها شهادة إتمام دورة تأهيل الضباط الجامعيين.

## قائمة الوزراء

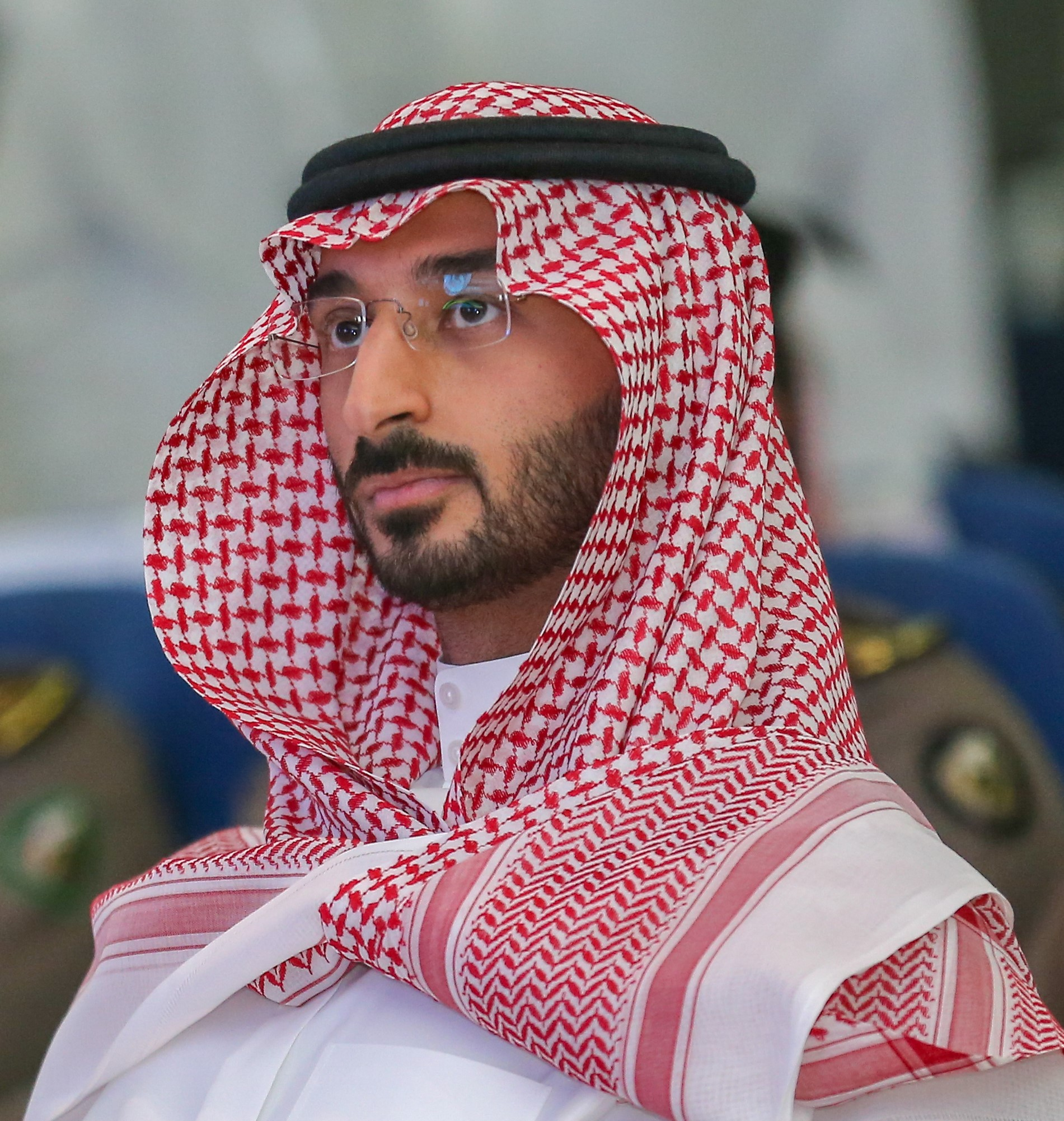
الأمير عبد الله بن بندر بن عبد العزيز آل سعود وزير الحرس الوطني الحالي

الأمير متعب بن عبد الله بن عبد العزيز وزير الحرس الوطني السابق.

- رئاسة الحرس الوطني

| الاسم | الفترة      |
| --- | ----------- |
| سمو الأمير عبد الله بن فيصل بن تركي الفرحان آل سعود                                                                        | 1947 - 1957 |
| صاحب السمو الملكي الأمير خالد بن سعود بن عبد العزيز آل سعود                                                                | 1957 - 1961 |
| صاحب السمو الملكي الأمير سعد بن سعود بن عبد العزيز آل سعود                                                                 | 1961 - 1963 |
| صاحب السمو الملكي الأمير عبد الله بن عبد العزيز آل سعود «خادم الحرمين الشريفين الملك عبد الله بن عبد العزيز آل سعود لاحقاً» | 1963 - 2010 |
| صاحب السمو الملكي الأمير متعب بن عبد الله بن عبد العزيز آل سعود                                                            | 2010 - 2013 |

- وزارة الحرس الوطني

| الاسم                                            | الفترة          |
| ------------------------------------------------ | --------------- |
| الأمير متعب بن عبد الله بن عبد العزيز آل سعود    | 2013 - 2017     |
| الامير خالد بن عبدالعزيز بن محمد بن عياف آل مقرن | 2017 - 2018     |
| الأمير عبدالله بن بندر بن عبدالعزيز آل سعود      | 2018 - حتى الآن |

## وصلات خارجية
- قائمة وزارات السعودية
- وزارة الحرس الوطني السعودية
- الشئون الصحية بالحرس الوطني